# FC Roskilde
O FC Roskilde é um clube de futebol da Dinamarca, fundado em 2004, da cidade de Roskilde.